# Borboropactus squalidus
Espèce
Borboropactus squalidus est une espèce d'araignées aranéomorphes de la famille des Thomisidae.

## Distribution
Cette espèce  se rencontre en Afrique du Sud et en Zambie.

## Description
La femelle holotype mesure 8 mm.

## Systématique et taxinomie
Cette espèce a été décrite par Simon en 1884.

## Publication originale
- Simon, 1884 : « Description d'une nouvelle famille de l'ordre des Araneae (Bradystichidae). » Annales de la Société entomologique de Belgique, vol. 28, p. 297-301 (texte intégral).